# Плуженицы
Плуженицы — деревня в Торопецком районе Тверской области в Плоскошском сельском поселении.

## География
Расположена примерно в 16 километрах к северо-западу от села Волок на реке Кунья.

## Население
| 2002 | 2010 |
| ---- | ---- |
| 4    | ↘0   |

Население по переписи 2002 года — 4 человека.